# 小行星5711
小行星5711（5711 Eneev）是一颗绕太阳运转的小行星，为主小行星带小行星。该小行星于1978年9月27日发现。

## 轨道参数
小行星5711的轨道半长轴为3.9454841 UA，离心率为0.165。